# Mistrovství ČSFR v atletice 1990
Mistrovství ČSFR mužů a žen v atletice 1990 v kategoriích mužů a žen se konalo 21. července a  22. července v Praze. 

## Medailisté

### Muži
| Soutěž                        | Zlato                                                                        | Stříbro                                                                   | Bronz                                                                         |
| 100 m                         | Jiří Valík 10.51                                                             | Luboš Ruda 10.62                                                          | Radek Stupka 10.69                                                            |
| 200 m                         | Luboš Ruda 21.14                                                             | Radek Stupka 21.29                                                        | Ivo Rýznar 21.48                                                              |
| 400 m                         | Luboš Jošťák 46.67                                                           | Luboš Balošák 47.04                                                       | Jindřich Roun 47.40                                                           |
| 800 m                         | Pavel Soukup 1:49.83                                                         | Pavel Hujer 1:49.84                                                       | Milan Kobulnický 1:51.07                                                      |
| 1500 m                        | Milan Drahoňovský 3:50.20                                                    | Pavel Šourek 3:50.54                                                      | Jan Kraus 3:50.68                                                             |
| 5000 m                        | Luboš Gaisl 14:07.45                                                         | Luboš Šubrt 14:10.49                                                      | Jiří Klesnil 14:16.19                                                         |
| 10 000 m                      | Petr Pipa 29:36.18                                                           | Martin Vrábeľ 29:42.82                                                    | Petr Faistauer 30:09.32                                                       |
| 110 m př.                     | Igor Kováč 13.87                                                             | Jiří Hudec 13.87                                                          | Petr Obdržálek 14.29                                                          |
| 400 m př.                     | Jozef Kucej 50.72                                                            | Radek Bartakovič a Petr Marinčič 51.14                                    | xxx                                                                           |
| 3000 m př.                    | Luboš Gaisl 8:46.34                                                          | Miloš Kovačech 8:50.93                                                    | Zdeněk Pešek 8:54.47                                                          |
| 4 × 100 m                     | Igor Kováč Jindřich Roun Karel Kopeček Ján Šteso Sparta Praha 40.59          | Martin Šimůnek Jiří Hrdý Radek Stupka Jiří Hudec VŠ Praha 40.92           | Pavel Šáda Luboš Ruda Pavel Polomský Jan Kobián Dukla Praha 40.94             |
| 4 × 400 m                     | Libor Jeřábek Petr Holubec Vlastimil Roun Jindřich Roun Sparta Praha 3:12.05 | Pavel Weiser Robert Žilák Lubomír Kovář Jiří Janoušek Olymp Praha 3:12.21 | Karel Szotkowski Marcel Theer Tomáš Komárek Petr Marinčič Dukla Praha 3:12.35 |
| Skok do výšky                 | Zdeněk Kubišta 218                                                           | Josef Hrabal 218                                                          | Milan Machotka 215                                                            |
| Skok o tyči                   | František Jansa 510                                                          | Roman Zrun 500                                                            | Michal Prunar 500                                                             |
| Skok daleký                   | Milan Gombala 795                                                            | Jindřich Vyhnánek 779                                                     | Robert Změlík 773                                                             |
| Trojskok                      | Milan Mikuláš 16.59                                                          | Pavel Kváč 16.04                                                          | Jaroslav Mrštík 15.94                                                         |
| Vrh koulí                     | Remigius Machura 19.06                                                       | Karel Šula 17.76                                                          | Richard Navara 17.05                                                          |
| Hod diskem                    | Imrich Bugár 62.48                                                           | Zdeněk Kohout 57.26                                                       | Stanislav Kovář 57.16                                                         |
| Hod kladivem                  | Milan Spurný 65.18                                                           | Miroslav Vričan 64.74                                                     | Ladislav Vaník 63.54                                                          |
| Hod oštěpem                   | Jan Železný 82.18                                                            | Patrick Cmero 72.16                                                       | Libor Kverek 72.10                                                            |
| 20 km chůze                   | Pavol Blažek 1:22:51                                                         | Roman Mrázek 1:24:09                                                      | Igor Kollár 1:26:07                                                           |
| Desetiboj Praha 14.–15.7.1990 | Věroslav Valenta 7294 bodů                                                   | Tomáš Dvořák 7251 bodů                                                    | Zdeněk Vymětal 7154 bodů                                                      |

### Ženy
| Soutěž                       | Zlato                                                                               | Stříbro                                                                                            | Bronz                                                                                 |
| 100 m                        | Renata Kubalová-Černochová 11.49                                                    | Monika Špičková 11.63                                                                              | Andrea Zsideková 12.11                                                                |
| 200 m                        | Erika Suchovská 23.50                                                               | Renata Kubalová-Černochová 23.60                                                                   | Monika Špičková 24.06                                                                 |
| 400 m                        | Jana Blažková 54.97                                                                 | Naděžda Tomšová 55.31                                                                              | Martina Pavlištíková 56.18                                                            |
| 800 m                        | Ivana Kubešová 2:04.51                                                              | Gabriela Sedláková 2:04.96                                                                         | Helena Dziurová 2:05.04                                                               |
| 1500 m                       | Jana Kučeríková 4:20.73                                                             | Iva Jurková 4:23.09                                                                                | Jana Švejdová 4:25.29                                                                 |
| 3000 m                       | Jana Kučeríková 9:09.42                                                             | Iva Jurková 9:15.97                                                                                | Květa Krausová 10:09.23                                                               |
| 10000 m                      | Alena Močáriová 35:02.40                                                            | Monika Hamhalterová 35:32.90                                                                       | Karla Kolenovská 36:42.58                                                             |
| 100 m př.                    | Blanka Hladká 13.61                                                                 | Iveta Prellerová 13.90                                                                             | Radka Tremlová 14.22                                                                  |
| 400 m př.                    | Zuzana Machotková 56.85                                                             | Marcela Novotná-Ševčíková 59.38                                                                    | Hana Nováková 1:00.73                                                                 |
| 4 × 100 m                    | Jana Křivánková Andrea Zsideková Romana Špiková Iveta Prellerová Slavia Praha 47.10 | Dagmar Urbánková Karolína Severová Marcela Novotná-Ševčíková Monika Špičková Bohemians Praha 47.58 | Markéta Kesnerová Hana Patáková Lenka Juráňová Erika Suchovská Univerzita Brno 48.46  |
| 4 × 400 m                    | Kamila Kortišová Marcela Tomšová Naděžda Tomšová Jana Blažková Olymp Praha 3:46.66  | Iveta Vondroušová Petra Giebová Helena Dziurová Zuzana Machotková Sparta Praha 3:47.12             | Radka Morcinková Gabriela Mádrová Lenka Žižková Monika Zientková TJ Vítkovice 3:51.69 |
| Skok do výšky                | Šárka Nováková 187                                                                  | Jana Brenkusová 187                                                                                | Alena Varcholová 183                                                                  |
| Skok daleký                  | Zuzana Valentová 629                                                                | Dagmar Urbánková-Vávrů 624                                                                         | Petra Švancarová 590                                                                  |
| Vrh koulí                    | Soňa Vašíčková 16.66                                                                | Renata Bruková 16.44                                                                               | Eva Čerňanová 14.77                                                                   |
| Hod diskem                   | Vladimíra Malátová 59.14                                                            | Alice Matějková 52.68                                                                              | Ivana Svoradová 48.00                                                                 |
| Hod oštěpem                  | Beata Buchalová 56.94                                                               | Jitka Štolfová 54.30                                                                               | Elena Révayová 53.96                                                                  |
| Trojskok                     | Dagmar Urbánková-Vávrů 13.39                                                        | Eva Kotvasová 12.90                                                                                | Anna Kubošová 11.99                                                                   |
| 10 km chůze                  | Zuzana Zemková 47:52                                                                | Ivana Brozmanová 48:22                                                                             | Jana Zárubová 48:56                                                                   |
| Sedmiboj Praha 14.–15.7.1990 | Zuzana Valentová 5965 bodů                                                          | Dagmar Urbánková-Vávrů 5854 bodů                                                                   | Martina Blažková 5295 bodů                                                            |